# Strobilanthes papillosus
Strobilanthes papillosus är en akantusväxtart som beskrevs av T. Anders.. Strobilanthes papillosus ingår i släktet Strobilanthes och familjen akantusväxter. Inga underarter finns listade i Catalogue of Life.